# Black Cats
I Black Cats (lingua persiana بلک کتس) sono un gruppo pop-rock iraniano con sede a Los Angeles fondato e prodotto da Shahbal Shabpareh. La band si è formata originariamente a Teheran, in Iran, negli anni '60 e, a parte Shabpareh, i membri cambiarono costantemente fin dai primi anni. Alcuni dei membri più popolari sono stati Ebi, Hassan Shamaizadeh, Farhad Mehrad, il fratello di Shabpareh, Shahram Shabpareh e Kamran & Hooman.

## Storia

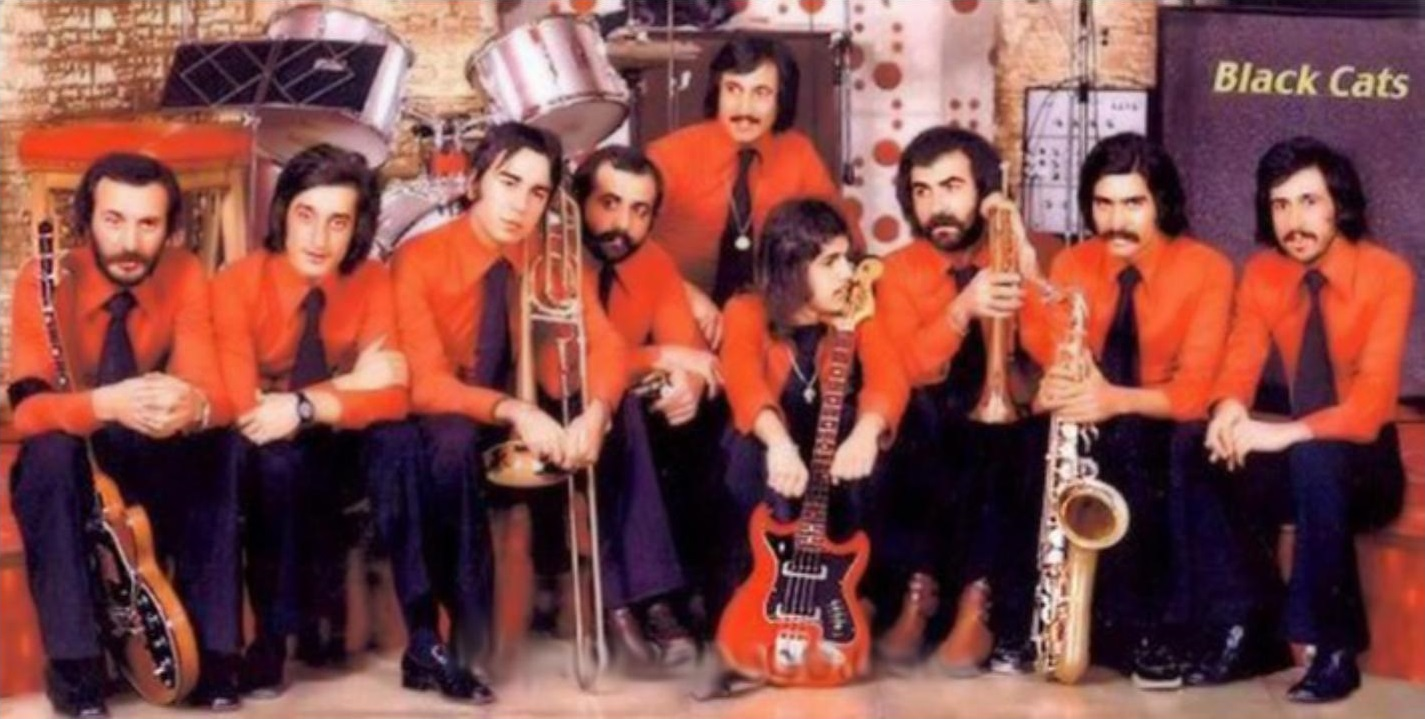
I Black Cats nel 1969

### I Black Cats negli anni '60
Il gruppo si formò originariamente nel 1966 a Teheran come gruppo rock composto tra gli altri da Hassan Shamaizadeh, Shahram Shabpareh, Farhad Mehrad, Shahbal Shabpareh.
Ebi, divenuto poi un cantante persiano molto popolare, ha fatto parte del gruppo Black Cats dal 1967 al 1979 prima di iniziare la sua carriera da solista Anche Hassan Shamaizadeh, che suonava il sassofono per la band, divenne un cantante solista molto popolare e un autore di canzoni per molti artisti famosi tra cui Googoosh.

### I Black Cats dopo la rivoluzione del 1979
Negli anni '90, la band è stata rilanciata a Los Angeles come gruppo pop. Mentre i membri della band ed i cantanti sono cambiati frequentemente nei tre decenni successivi, Shahbal Shabpareh è rimasto costantemente il principale musicista, produttore e manager della band. Il fratello ed ex membro di Shahbal, Shahram Shabpareh, che originariamente suonava la chitarra per la band, divenne un cantante persiano molto popolare dopo aver lasciato la band negli anni '70.
Dal 1992 al 1999 fecero parte della band Pyruz e David. Dal 1999 al 2004, Anche Kamran e Hooman si separarono dalla band per fondare il loro gruppo chiamato Kamran & Hooman. A loro seguirono Kamyar & Hakim che sono stati i frontman dei Black Cats dal 2004 al 2008, in una versione della band ribattezzata come "Black Cats Next Level". Anche Kamyer, influenzato da Stevie Wonder, ebbe successo come solista.
Nel 2008, Shabpareh ha reclutato due nuovi membri Sami ed Eddie e ha registrato un album chiamato "Dimbology".
Nel 2013, la nuova formazione della band con il cantante Edvin si chiamava "Black Cats Ultimate". Edvin era un concorrente di X-Factor con sede a Dubai che ha ottenuto il concerto contattando Shabpareh via e-mail e poi facendo un'audizione. Da allora si è trasferito a Los Angeles.
Nel corso degli anni sono passati nella band almeno 43 membri.

## Discografia
| Titolo                                     | Anno | Label           | Cantanti          |
| Pool                                       | 1992 | Taraneh Records | Pyruz, David      |
| Fever                                      | 1993 | Caltex Records  | Pyruz, David      |
| Afsoone Gorbehaye Siah (Spell of the Cats) | 1996 | Caltex Records  | Pyruz, David      |
| Cinderella                                 | 1999 | Caltex Records  | Kamran, Hooman    |
| The PopFather                              | 2003 | Caltex Records  | Kamran, Hooman    |
| Scream of the Cats                         | 2006 | Caltex Records  | Kamyar, Hakim     |
| Dimbology                                  | 2009 | Caltex Records  | Sami, Eddie Attar |
| Rise of the Cats                           | 2019 | Avang Music     | Hazhar Saleh      |